# 卡魯哇
卡魯哇或译卡魯哇，是一款墨西哥出产的以蘭姆酒为基酒的咖啡利口酒。甘露咖啡力娇酒酒液浓稠，香甜，具有独特的咖啡味道。甘露咖啡力娇酒中还含有糖，玉米糖浆和香草豆等成分。酒精度通常為20%，颜色为深棕色。

## 历史
1936年Pedro Domecq公司开始生产卡魯哇咖啡利口酒。它的名字“Kahlúa”，在墨西哥韋拉克魯斯州纳瓦特尔语中——一种西班牙统治前使用的本地语言——是“阿科尔瓦人之家”的意思。之所以起这样一个名字，据推测是因为想要表达这款酒产品的本地特色和发源地。Kahlúa 一词也被西班牙化为Ulúa。
1994年Pedro Domecq公司与Allied Domecq公司合并为Allied Domecq公司。然后2005年，该公司被保乐-利加集团收购，现已成为保乐-利加集团旗下品牌。
在早起的版本中，甘露的酒精含量为26.5%；而自2004年起，甘露的酒精含量固定在20.0%（俄亥俄州有少量酒精含量21.5%版本的甘露）。2002年，一款更加昂贵，更加高端的甘露咖啡力娇酒——甘露特选（Kahlúa Especial）在美国，加拿大和澳大利亚发售。甘露特选使用墨西哥韋拉克魯斯州出产的高级的阿拉比卡咖啡豆酿制，酒精含量达36%，酒液的粘稠度和甜度都比普通版本要低。

## 酿造
咖啡酒常用烘烤后的咖啡豆制成的咖啡，砂糖，甘蔗酿成的蒸馏酒，加入香子蘭等香料酿制而成。

## 饮用
除了纯饮之外，亦可加入其它材料做成鸡尾酒。比较著名的有黑色俄羅斯（加伏特加），白色俄羅斯（加鲜奶油和伏特加）、天使之吻（加1/3鲜奶油）B-52轟炸機、高潮等。